# Opération Noah
L’opération Noah (Noé) est une opération de sauvetage de la faune en Rhodésie (aujourd'hui le Zimbabwe) de 1958 à 1964, rendue nécessaire par la création du lac Kariba sur le Zambèze lors de la mise en eau du barrage de Kariba.

## Contexte
Entre 1955 et 1959, la Rhodésie du Nord et Sud (aujourd'hui la Zambie et le Zimbabwe) construisent ce qui est alors le plus grand barrage artificiel du monde, doté de centrales hydroélectriques pour chaque pays, sur le fleuve Zambèze, à environ 400 km des chutes Victoria. Il fournit de l'électricité aux deux pays. Lors de la mise en eau, le lac Kariba se forme et inonde la vallée du Zambèze, qui abrite alors des milliers d'animaux indigènes.

## Durée
L’opération Noah, d’une durée de 5 ans, permet de sauver plus de 6 000 animaux (éléphants, antilopes, rhinocéros, lions, léopards, zèbres, phacochères, petits oiseaux et même des serpents...) qui sont transférés vers la terre ferme.La faune sauvage sauvée de la montée des eaux est en grande partie transférée au parc national de Matusadona et autour du lac Kariba nouvellement créé.  L'opération est dirigée par Rupert Fothergill.  